# Vignes (Pirineos Atlánticos)
 Vignes  es una población y comuna francesa, en la región de Aquitania, departamento de Pirineos Atlánticos, en el distrito de Pau y cantón de Arzacq-Arraziguet.

## Demografía
| 407 | 406 | 423 | 465 | 459 | 477 | 462 | 470 | 438 | 404 | 392 | 381 | 354 | 354 | 309 | 336 | 295 | 271 | 282 | 291 | 247 | 232 | 230 | 217 | 216 | 216 | 236 | 263 | 337 | 349 | 361 | 341 |
| Para los censos de 1962 a 1999 la población legal corresponde a la población sin duplicidades (Fuente: INSEE [Consultar]) |     |     |     |     |     |     |     |     |     |     |     |     |     |     |     |     |     |     |     |     |     |     |     |     |     |     |     |     |     |     |     |